# Pedro Angulo Arana
Pedro Miguel Angulo Arana (Lima, 5 de fevereiro de 1960) é um advogado peruano. Exerceu o cargo de Presidente do Conselho de Ministros do Peru, de 10 de dezembro a 21 de dezembro de 2021 no governo de Dina Boluarte.

## Biografia
Obteve o grau de bacharel em ciências da comunicação pela Universidade Nacional Federico Villarreal, obtendo posteriormente o título profissional de direito, bem como o mestrado e o doutorado em direito pela Universidad Nacional Mayor de San Marcos. Ele também é bacharel em História pela referida universidade.

### Trajetória
Anteriormente, atuou como decano da Ordem dos Advogados de Lima entre 2016 e 2017 e foi candidato à Congreso de la República del Perú pelo partido Todos pelo Peru em 2020, além de candidato à presidência da república pelo partido político Contigo em 2021.
Fez carreira como advogado de defesa e foi membro do Júri Especial Eleitoral de Lima Centro. Como magistrado do Ministério Público, Angulo Arana exerceu as funções de Procurador-Chefe e de Procurador-Geral Adjunto do Supremo Tribunal de Justiça.
Foi membro da Comissão de Implementação do novo Código de Processo Penal do Ministério Público. Também foi comissário da Comissão de Direito Processual Penal e da Comissão de Direitos Humanos da Ordem dos Advogados de Lima. Presidiu à Comissão Especial de Acompanhamento do Processo Judicial em Matéria de Direitos Humanos da CAL e ao Instituto de Ciência do Processo Penal.

## Controversia
En 2006, el Intercambio Internacional por la Libertad de Expresión (IFEX) criticó las acciones de Angulo como fiscal estatal cuando acusó a un periodista de ocultar pruebas, e IFEX afirmó que las acciones del periodista no constituían un delito según la ley peruana y que estaba tratando de transmitir supuestas grabaciones del jefe del Consejo Nacional de Inteligencia, César Almeyda, chantajeando al general Óscar Villanueva.
Segundo a Voz da América, Angulo enfrentou 13 investigações criminais desde sua nomeação em dezembro de 2022, que incluem abuso de autoridade, contra a administração pública, contra a fé pública, chantagem, extorsão e outros.La República escreveu que o primeiro-ministro Angulo enfrenta acusações de assédio sexual de assistentes e apoia as ações de César Hinostroza, que pediu ilegalmente favores à magistrada María Apaza e fugiu do Peru.